# Лоусон, Джаррион
Джаррион Лоусон (англ. Jarrion Lawson; род. 6 мая 1994 года, Тексаркана) — американский легкоатлет, специализирующийся в прыжках в длину и спринте. Серебряный призёр чемпионата мира 2017 года. Участник Олимпийских игр 2016 года. Чемпион США 2017 года.

## Биография
В 2012 году окончил среднюю школу Либерти-Эйлау, в 2016 году — университет Арканзаса.
Дебютировал на международной арене в 2012 году на чемпионате мира среди юниоров в Барселоне, где занял 3 место в прыжках в длину.
В 2016 году на своей дебютной Олимпиаде занял 4 место в финале соревнований по прыжкам в длину. В том же году стал лучшим атлетом Юго-Восточной конференции и был номинирован на премию «ESPY Award» в категории «Лучший атлет студенческого спорта». Эндорсер бренда ASICS.

## Основные результаты
| Год  | Соревнования                 | Место проведения          | Дисциплина   | Место  | Результат |
| ---- | ---------------------------- | ------------------------- | ------------ | ------ | --------- |
| 2012 | Чемпионат мира среди юниоров | Барселона, Испания        | длина        | 3      | 7,64 м    |
| 2012 | Чемпионат мира среди юниоров | Барселона, Испания        | тройной      | 23 (q) | 15,18 м   |
| 2016 | Олимпийские игры             | Рио-де-Жанейро, Бразилия  | длина        | 4      | 8,25 м    |
| 2017 | Чемпионат мира по эстафетам  | Нассау, Багамские Острова | эст. 4×200 м | 2      | 1:19,88   |
| 2017 | Чемпионат мира               | Лондон, Великобритания    | длина        | 2      | 8,44 м    |
| 2018 | Чемпионат мира в помещении   | Бирмингем, Великобритания | длина        | 4      | 8,14 м    |